# Анти-Яновчика-1 тема
Те́ма анти-Яно́вчика-1 — тема в шаховій композиції. Анти-форма теми Яновчика-1. Суть теми — в рішенні біла фігура загрожує оголосити мат по лінії своєї зв'язки з використанням зв'язки чорної фігури, яка, в свою чергу, її зв'язує. В захисті чорні в одному з варіантів включають свою фігуру на лінію або поле загрози мату, в іншому варіанті тематична чорна фігура, яка зв'язує білу фігуру, розв'язується чорними.

## Історія
Ця ідея походить від базової форми теми Яновчика-1. Анти-форма теми — це зміна базових тактичних моментів, характерних для основної теми, на протилежні тактичні моменти.
Отже, в базовій формі теми тематичні мати проходять у варіантах, в анти-формі — тематичний мат є в загрозі, в базовій формі проходить виключення тематичної фігури зі стратегічної лінії, в анти-формі навпаки — включення, в базовій формі теми чорна тематична фігура зв'язується, в анти-формі навпаки —  розв'язується.
Ідея дістала назву тема анти-Яновчика-1.
|   | a | b | c | d | e | f | g | h |   |
| 8 | d8 чорний слон · c7 білий пішак · h7 білий слон · a6 чорний пішак · d6 білий пішак · h6 білий слон · c5 білий король · d5 біла тура · e5 білий кінь · f5 чорна тура · g5 чорна тура · h5 чорний пішак · b4 чорний кінь · e4 чорний король · g4 чорний пішак · a3 біла тура · c3 чорний пішак · e3 білий пішак · e2 білий ферзь · a1 чорний ферзь · e1 білий кінь | d8 чорний слон · c7 білий пішак · h7 білий слон · a6 чорний пішак · d6 білий пішак · h6 білий слон · c5 білий король · d5 біла тура · e5 білий кінь · f5 чорна тура · g5 чорна тура · h5 чорний пішак · b4 чорний кінь · e4 чорний король · g4 чорний пішак · a3 біла тура · c3 чорний пішак · e3 білий пішак · e2 білий ферзь · a1 чорний ферзь · e1 білий кінь | d8 чорний слон · c7 білий пішак · h7 білий слон · a6 чорний пішак · d6 білий пішак · h6 білий слон · c5 білий король · d5 біла тура · e5 білий кінь · f5 чорна тура · g5 чорна тура · h5 чорний пішак · b4 чорний кінь · e4 чорний король · g4 чорний пішак · a3 біла тура · c3 чорний пішак · e3 білий пішак · e2 білий ферзь · a1 чорний ферзь · e1 білий кінь | d8 чорний слон · c7 білий пішак · h7 білий слон · a6 чорний пішак · d6 білий пішак · h6 білий слон · c5 білий король · d5 біла тура · e5 білий кінь · f5 чорна тура · g5 чорна тура · h5 чорний пішак · b4 чорний кінь · e4 чорний король · g4 чорний пішак · a3 біла тура · c3 чорний пішак · e3 білий пішак · e2 білий ферзь · a1 чорний ферзь · e1 білий кінь | d8 чорний слон · c7 білий пішак · h7 білий слон · a6 чорний пішак · d6 білий пішак · h6 білий слон · c5 білий король · d5 біла тура · e5 білий кінь · f5 чорна тура · g5 чорна тура · h5 чорний пішак · b4 чорний кінь · e4 чорний король · g4 чорний пішак · a3 біла тура · c3 чорний пішак · e3 білий пішак · e2 білий ферзь · a1 чорний ферзь · e1 білий кінь | d8 чорний слон · c7 білий пішак · h7 білий слон · a6 чорний пішак · d6 білий пішак · h6 білий слон · c5 білий король · d5 біла тура · e5 білий кінь · f5 чорна тура · g5 чорна тура · h5 чорний пішак · b4 чорний кінь · e4 чорний король · g4 чорний пішак · a3 біла тура · c3 чорний пішак · e3 білий пішак · e2 білий ферзь · a1 чорний ферзь · e1 білий кінь | d8 чорний слон · c7 білий пішак · h7 білий слон · a6 чорний пішак · d6 білий пішак · h6 білий слон · c5 білий король · d5 біла тура · e5 білий кінь · f5 чорна тура · g5 чорна тура · h5 чорний пішак · b4 чорний кінь · e4 чорний король · g4 чорний пішак · a3 біла тура · c3 чорний пішак · e3 білий пішак · e2 білий ферзь · a1 чорний ферзь · e1 білий кінь | d8 чорний слон · c7 білий пішак · h7 білий слон · a6 чорний пішак · d6 білий пішак · h6 білий слон · c5 білий король · d5 біла тура · e5 білий кінь · f5 чорна тура · g5 чорна тура · h5 чорний пішак · b4 чорний кінь · e4 чорний король · g4 чорний пішак · a3 біла тура · c3 чорний пішак · e3 білий пішак · e2 білий ферзь · a1 чорний ферзь · e1 білий кінь | 8 |
| 7 | d8 чорний слон · c7 білий пішак · h7 білий слон · a6 чорний пішак · d6 білий пішак · h6 білий слон · c5 білий король · d5 біла тура · e5 білий кінь · f5 чорна тура · g5 чорна тура · h5 чорний пішак · b4 чорний кінь · e4 чорний король · g4 чорний пішак · a3 біла тура · c3 чорний пішак · e3 білий пішак · e2 білий ферзь · a1 чорний ферзь · e1 білий кінь | d8 чорний слон · c7 білий пішак · h7 білий слон · a6 чорний пішак · d6 білий пішак · h6 білий слон · c5 білий король · d5 біла тура · e5 білий кінь · f5 чорна тура · g5 чорна тура · h5 чорний пішак · b4 чорний кінь · e4 чорний король · g4 чорний пішак · a3 біла тура · c3 чорний пішак · e3 білий пішак · e2 білий ферзь · a1 чорний ферзь · e1 білий кінь | d8 чорний слон · c7 білий пішак · h7 білий слон · a6 чорний пішак · d6 білий пішак · h6 білий слон · c5 білий король · d5 біла тура · e5 білий кінь · f5 чорна тура · g5 чорна тура · h5 чорний пішак · b4 чорний кінь · e4 чорний король · g4 чорний пішак · a3 біла тура · c3 чорний пішак · e3 білий пішак · e2 білий ферзь · a1 чорний ферзь · e1 білий кінь | d8 чорний слон · c7 білий пішак · h7 білий слон · a6 чорний пішак · d6 білий пішак · h6 білий слон · c5 білий король · d5 біла тура · e5 білий кінь · f5 чорна тура · g5 чорна тура · h5 чорний пішак · b4 чорний кінь · e4 чорний король · g4 чорний пішак · a3 біла тура · c3 чорний пішак · e3 білий пішак · e2 білий ферзь · a1 чорний ферзь · e1 білий кінь | d8 чорний слон · c7 білий пішак · h7 білий слон · a6 чорний пішак · d6 білий пішак · h6 білий слон · c5 білий король · d5 біла тура · e5 білий кінь · f5 чорна тура · g5 чорна тура · h5 чорний пішак · b4 чорний кінь · e4 чорний король · g4 чорний пішак · a3 біла тура · c3 чорний пішак · e3 білий пішак · e2 білий ферзь · a1 чорний ферзь · e1 білий кінь | d8 чорний слон · c7 білий пішак · h7 білий слон · a6 чорний пішак · d6 білий пішак · h6 білий слон · c5 білий король · d5 біла тура · e5 білий кінь · f5 чорна тура · g5 чорна тура · h5 чорний пішак · b4 чорний кінь · e4 чорний король · g4 чорний пішак · a3 біла тура · c3 чорний пішак · e3 білий пішак · e2 білий ферзь · a1 чорний ферзь · e1 білий кінь | d8 чорний слон · c7 білий пішак · h7 білий слон · a6 чорний пішак · d6 білий пішак · h6 білий слон · c5 білий король · d5 біла тура · e5 білий кінь · f5 чорна тура · g5 чорна тура · h5 чорний пішак · b4 чорний кінь · e4 чорний король · g4 чорний пішак · a3 біла тура · c3 чорний пішак · e3 білий пішак · e2 білий ферзь · a1 чорний ферзь · e1 білий кінь | d8 чорний слон · c7 білий пішак · h7 білий слон · a6 чорний пішак · d6 білий пішак · h6 білий слон · c5 білий король · d5 біла тура · e5 білий кінь · f5 чорна тура · g5 чорна тура · h5 чорний пішак · b4 чорний кінь · e4 чорний король · g4 чорний пішак · a3 біла тура · c3 чорний пішак · e3 білий пішак · e2 білий ферзь · a1 чорний ферзь · e1 білий кінь | 7 |
| 6 | d8 чорний слон · c7 білий пішак · h7 білий слон · a6 чорний пішак · d6 білий пішак · h6 білий слон · c5 білий король · d5 біла тура · e5 білий кінь · f5 чорна тура · g5 чорна тура · h5 чорний пішак · b4 чорний кінь · e4 чорний король · g4 чорний пішак · a3 біла тура · c3 чорний пішак · e3 білий пішак · e2 білий ферзь · a1 чорний ферзь · e1 білий кінь | d8 чорний слон · c7 білий пішак · h7 білий слон · a6 чорний пішак · d6 білий пішак · h6 білий слон · c5 білий король · d5 біла тура · e5 білий кінь · f5 чорна тура · g5 чорна тура · h5 чорний пішак · b4 чорний кінь · e4 чорний король · g4 чорний пішак · a3 біла тура · c3 чорний пішак · e3 білий пішак · e2 білий ферзь · a1 чорний ферзь · e1 білий кінь | d8 чорний слон · c7 білий пішак · h7 білий слон · a6 чорний пішак · d6 білий пішак · h6 білий слон · c5 білий король · d5 біла тура · e5 білий кінь · f5 чорна тура · g5 чорна тура · h5 чорний пішак · b4 чорний кінь · e4 чорний король · g4 чорний пішак · a3 біла тура · c3 чорний пішак · e3 білий пішак · e2 білий ферзь · a1 чорний ферзь · e1 білий кінь | d8 чорний слон · c7 білий пішак · h7 білий слон · a6 чорний пішак · d6 білий пішак · h6 білий слон · c5 білий король · d5 біла тура · e5 білий кінь · f5 чорна тура · g5 чорна тура · h5 чорний пішак · b4 чорний кінь · e4 чорний король · g4 чорний пішак · a3 біла тура · c3 чорний пішак · e3 білий пішак · e2 білий ферзь · a1 чорний ферзь · e1 білий кінь | d8 чорний слон · c7 білий пішак · h7 білий слон · a6 чорний пішак · d6 білий пішак · h6 білий слон · c5 білий король · d5 біла тура · e5 білий кінь · f5 чорна тура · g5 чорна тура · h5 чорний пішак · b4 чорний кінь · e4 чорний король · g4 чорний пішак · a3 біла тура · c3 чорний пішак · e3 білий пішак · e2 білий ферзь · a1 чорний ферзь · e1 білий кінь | d8 чорний слон · c7 білий пішак · h7 білий слон · a6 чорний пішак · d6 білий пішак · h6 білий слон · c5 білий король · d5 біла тура · e5 білий кінь · f5 чорна тура · g5 чорна тура · h5 чорний пішак · b4 чорний кінь · e4 чорний король · g4 чорний пішак · a3 біла тура · c3 чорний пішак · e3 білий пішак · e2 білий ферзь · a1 чорний ферзь · e1 білий кінь | d8 чорний слон · c7 білий пішак · h7 білий слон · a6 чорний пішак · d6 білий пішак · h6 білий слон · c5 білий король · d5 біла тура · e5 білий кінь · f5 чорна тура · g5 чорна тура · h5 чорний пішак · b4 чорний кінь · e4 чорний король · g4 чорний пішак · a3 біла тура · c3 чорний пішак · e3 білий пішак · e2 білий ферзь · a1 чорний ферзь · e1 білий кінь | d8 чорний слон · c7 білий пішак · h7 білий слон · a6 чорний пішак · d6 білий пішак · h6 білий слон · c5 білий король · d5 біла тура · e5 білий кінь · f5 чорна тура · g5 чорна тура · h5 чорний пішак · b4 чорний кінь · e4 чорний король · g4 чорний пішак · a3 біла тура · c3 чорний пішак · e3 білий пішак · e2 білий ферзь · a1 чорний ферзь · e1 білий кінь | 6 |
| 5 | d8 чорний слон · c7 білий пішак · h7 білий слон · a6 чорний пішак · d6 білий пішак · h6 білий слон · c5 білий король · d5 біла тура · e5 білий кінь · f5 чорна тура · g5 чорна тура · h5 чорний пішак · b4 чорний кінь · e4 чорний король · g4 чорний пішак · a3 біла тура · c3 чорний пішак · e3 білий пішак · e2 білий ферзь · a1 чорний ферзь · e1 білий кінь | d8 чорний слон · c7 білий пішак · h7 білий слон · a6 чорний пішак · d6 білий пішак · h6 білий слон · c5 білий король · d5 біла тура · e5 білий кінь · f5 чорна тура · g5 чорна тура · h5 чорний пішак · b4 чорний кінь · e4 чорний король · g4 чорний пішак · a3 біла тура · c3 чорний пішак · e3 білий пішак · e2 білий ферзь · a1 чорний ферзь · e1 білий кінь | d8 чорний слон · c7 білий пішак · h7 білий слон · a6 чорний пішак · d6 білий пішак · h6 білий слон · c5 білий король · d5 біла тура · e5 білий кінь · f5 чорна тура · g5 чорна тура · h5 чорний пішак · b4 чорний кінь · e4 чорний король · g4 чорний пішак · a3 біла тура · c3 чорний пішак · e3 білий пішак · e2 білий ферзь · a1 чорний ферзь · e1 білий кінь | d8 чорний слон · c7 білий пішак · h7 білий слон · a6 чорний пішак · d6 білий пішак · h6 білий слон · c5 білий король · d5 біла тура · e5 білий кінь · f5 чорна тура · g5 чорна тура · h5 чорний пішак · b4 чорний кінь · e4 чорний король · g4 чорний пішак · a3 біла тура · c3 чорний пішак · e3 білий пішак · e2 білий ферзь · a1 чорний ферзь · e1 білий кінь | d8 чорний слон · c7 білий пішак · h7 білий слон · a6 чорний пішак · d6 білий пішак · h6 білий слон · c5 білий король · d5 біла тура · e5 білий кінь · f5 чорна тура · g5 чорна тура · h5 чорний пішак · b4 чорний кінь · e4 чорний король · g4 чорний пішак · a3 біла тура · c3 чорний пішак · e3 білий пішак · e2 білий ферзь · a1 чорний ферзь · e1 білий кінь | d8 чорний слон · c7 білий пішак · h7 білий слон · a6 чорний пішак · d6 білий пішак · h6 білий слон · c5 білий король · d5 біла тура · e5 білий кінь · f5 чорна тура · g5 чорна тура · h5 чорний пішак · b4 чорний кінь · e4 чорний король · g4 чорний пішак · a3 біла тура · c3 чорний пішак · e3 білий пішак · e2 білий ферзь · a1 чорний ферзь · e1 білий кінь | d8 чорний слон · c7 білий пішак · h7 білий слон · a6 чорний пішак · d6 білий пішак · h6 білий слон · c5 білий король · d5 біла тура · e5 білий кінь · f5 чорна тура · g5 чорна тура · h5 чорний пішак · b4 чорний кінь · e4 чорний король · g4 чорний пішак · a3 біла тура · c3 чорний пішак · e3 білий пішак · e2 білий ферзь · a1 чорний ферзь · e1 білий кінь | d8 чорний слон · c7 білий пішак · h7 білий слон · a6 чорний пішак · d6 білий пішак · h6 білий слон · c5 білий король · d5 біла тура · e5 білий кінь · f5 чорна тура · g5 чорна тура · h5 чорний пішак · b4 чорний кінь · e4 чорний король · g4 чорний пішак · a3 біла тура · c3 чорний пішак · e3 білий пішак · e2 білий ферзь · a1 чорний ферзь · e1 білий кінь | 5 |
| 4 | d8 чорний слон · c7 білий пішак · h7 білий слон · a6 чорний пішак · d6 білий пішак · h6 білий слон · c5 білий король · d5 біла тура · e5 білий кінь · f5 чорна тура · g5 чорна тура · h5 чорний пішак · b4 чорний кінь · e4 чорний король · g4 чорний пішак · a3 біла тура · c3 чорний пішак · e3 білий пішак · e2 білий ферзь · a1 чорний ферзь · e1 білий кінь | d8 чорний слон · c7 білий пішак · h7 білий слон · a6 чорний пішак · d6 білий пішак · h6 білий слон · c5 білий король · d5 біла тура · e5 білий кінь · f5 чорна тура · g5 чорна тура · h5 чорний пішак · b4 чорний кінь · e4 чорний король · g4 чорний пішак · a3 біла тура · c3 чорний пішак · e3 білий пішак · e2 білий ферзь · a1 чорний ферзь · e1 білий кінь | d8 чорний слон · c7 білий пішак · h7 білий слон · a6 чорний пішак · d6 білий пішак · h6 білий слон · c5 білий король · d5 біла тура · e5 білий кінь · f5 чорна тура · g5 чорна тура · h5 чорний пішак · b4 чорний кінь · e4 чорний король · g4 чорний пішак · a3 біла тура · c3 чорний пішак · e3 білий пішак · e2 білий ферзь · a1 чорний ферзь · e1 білий кінь | d8 чорний слон · c7 білий пішак · h7 білий слон · a6 чорний пішак · d6 білий пішак · h6 білий слон · c5 білий король · d5 біла тура · e5 білий кінь · f5 чорна тура · g5 чорна тура · h5 чорний пішак · b4 чорний кінь · e4 чорний король · g4 чорний пішак · a3 біла тура · c3 чорний пішак · e3 білий пішак · e2 білий ферзь · a1 чорний ферзь · e1 білий кінь | d8 чорний слон · c7 білий пішак · h7 білий слон · a6 чорний пішак · d6 білий пішак · h6 білий слон · c5 білий король · d5 біла тура · e5 білий кінь · f5 чорна тура · g5 чорна тура · h5 чорний пішак · b4 чорний кінь · e4 чорний король · g4 чорний пішак · a3 біла тура · c3 чорний пішак · e3 білий пішак · e2 білий ферзь · a1 чорний ферзь · e1 білий кінь | d8 чорний слон · c7 білий пішак · h7 білий слон · a6 чорний пішак · d6 білий пішак · h6 білий слон · c5 білий король · d5 біла тура · e5 білий кінь · f5 чорна тура · g5 чорна тура · h5 чорний пішак · b4 чорний кінь · e4 чорний король · g4 чорний пішак · a3 біла тура · c3 чорний пішак · e3 білий пішак · e2 білий ферзь · a1 чорний ферзь · e1 білий кінь | d8 чорний слон · c7 білий пішак · h7 білий слон · a6 чорний пішак · d6 білий пішак · h6 білий слон · c5 білий король · d5 біла тура · e5 білий кінь · f5 чорна тура · g5 чорна тура · h5 чорний пішак · b4 чорний кінь · e4 чорний король · g4 чорний пішак · a3 біла тура · c3 чорний пішак · e3 білий пішак · e2 білий ферзь · a1 чорний ферзь · e1 білий кінь | d8 чорний слон · c7 білий пішак · h7 білий слон · a6 чорний пішак · d6 білий пішак · h6 білий слон · c5 білий король · d5 біла тура · e5 білий кінь · f5 чорна тура · g5 чорна тура · h5 чорний пішак · b4 чорний кінь · e4 чорний король · g4 чорний пішак · a3 біла тура · c3 чорний пішак · e3 білий пішак · e2 білий ферзь · a1 чорний ферзь · e1 білий кінь | 4 |
| 3 | d8 чорний слон · c7 білий пішак · h7 білий слон · a6 чорний пішак · d6 білий пішак · h6 білий слон · c5 білий король · d5 біла тура · e5 білий кінь · f5 чорна тура · g5 чорна тура · h5 чорний пішак · b4 чорний кінь · e4 чорний король · g4 чорний пішак · a3 біла тура · c3 чорний пішак · e3 білий пішак · e2 білий ферзь · a1 чорний ферзь · e1 білий кінь | d8 чорний слон · c7 білий пішак · h7 білий слон · a6 чорний пішак · d6 білий пішак · h6 білий слон · c5 білий король · d5 біла тура · e5 білий кінь · f5 чорна тура · g5 чорна тура · h5 чорний пішак · b4 чорний кінь · e4 чорний король · g4 чорний пішак · a3 біла тура · c3 чорний пішак · e3 білий пішак · e2 білий ферзь · a1 чорний ферзь · e1 білий кінь | d8 чорний слон · c7 білий пішак · h7 білий слон · a6 чорний пішак · d6 білий пішак · h6 білий слон · c5 білий король · d5 біла тура · e5 білий кінь · f5 чорна тура · g5 чорна тура · h5 чорний пішак · b4 чорний кінь · e4 чорний король · g4 чорний пішак · a3 біла тура · c3 чорний пішак · e3 білий пішак · e2 білий ферзь · a1 чорний ферзь · e1 білий кінь | d8 чорний слон · c7 білий пішак · h7 білий слон · a6 чорний пішак · d6 білий пішак · h6 білий слон · c5 білий король · d5 біла тура · e5 білий кінь · f5 чорна тура · g5 чорна тура · h5 чорний пішак · b4 чорний кінь · e4 чорний король · g4 чорний пішак · a3 біла тура · c3 чорний пішак · e3 білий пішак · e2 білий ферзь · a1 чорний ферзь · e1 білий кінь | d8 чорний слон · c7 білий пішак · h7 білий слон · a6 чорний пішак · d6 білий пішак · h6 білий слон · c5 білий король · d5 біла тура · e5 білий кінь · f5 чорна тура · g5 чорна тура · h5 чорний пішак · b4 чорний кінь · e4 чорний король · g4 чорний пішак · a3 біла тура · c3 чорний пішак · e3 білий пішак · e2 білий ферзь · a1 чорний ферзь · e1 білий кінь | d8 чорний слон · c7 білий пішак · h7 білий слон · a6 чорний пішак · d6 білий пішак · h6 білий слон · c5 білий король · d5 біла тура · e5 білий кінь · f5 чорна тура · g5 чорна тура · h5 чорний пішак · b4 чорний кінь · e4 чорний король · g4 чорний пішак · a3 біла тура · c3 чорний пішак · e3 білий пішак · e2 білий ферзь · a1 чорний ферзь · e1 білий кінь | d8 чорний слон · c7 білий пішак · h7 білий слон · a6 чорний пішак · d6 білий пішак · h6 білий слон · c5 білий король · d5 біла тура · e5 білий кінь · f5 чорна тура · g5 чорна тура · h5 чорний пішак · b4 чорний кінь · e4 чорний король · g4 чорний пішак · a3 біла тура · c3 чорний пішак · e3 білий пішак · e2 білий ферзь · a1 чорний ферзь · e1 білий кінь | d8 чорний слон · c7 білий пішак · h7 білий слон · a6 чорний пішак · d6 білий пішак · h6 білий слон · c5 білий король · d5 біла тура · e5 білий кінь · f5 чорна тура · g5 чорна тура · h5 чорний пішак · b4 чорний кінь · e4 чорний король · g4 чорний пішак · a3 біла тура · c3 чорний пішак · e3 білий пішак · e2 білий ферзь · a1 чорний ферзь · e1 білий кінь | 3 |
| 2 | d8 чорний слон · c7 білий пішак · h7 білий слон · a6 чорний пішак · d6 білий пішак · h6 білий слон · c5 білий король · d5 біла тура · e5 білий кінь · f5 чорна тура · g5 чорна тура · h5 чорний пішак · b4 чорний кінь · e4 чорний король · g4 чорний пішак · a3 біла тура · c3 чорний пішак · e3 білий пішак · e2 білий ферзь · a1 чорний ферзь · e1 білий кінь | d8 чорний слон · c7 білий пішак · h7 білий слон · a6 чорний пішак · d6 білий пішак · h6 білий слон · c5 білий король · d5 біла тура · e5 білий кінь · f5 чорна тура · g5 чорна тура · h5 чорний пішак · b4 чорний кінь · e4 чорний король · g4 чорний пішак · a3 біла тура · c3 чорний пішак · e3 білий пішак · e2 білий ферзь · a1 чорний ферзь · e1 білий кінь | d8 чорний слон · c7 білий пішак · h7 білий слон · a6 чорний пішак · d6 білий пішак · h6 білий слон · c5 білий король · d5 біла тура · e5 білий кінь · f5 чорна тура · g5 чорна тура · h5 чорний пішак · b4 чорний кінь · e4 чорний король · g4 чорний пішак · a3 біла тура · c3 чорний пішак · e3 білий пішак · e2 білий ферзь · a1 чорний ферзь · e1 білий кінь | d8 чорний слон · c7 білий пішак · h7 білий слон · a6 чорний пішак · d6 білий пішак · h6 білий слон · c5 білий король · d5 біла тура · e5 білий кінь · f5 чорна тура · g5 чорна тура · h5 чорний пішак · b4 чорний кінь · e4 чорний король · g4 чорний пішак · a3 біла тура · c3 чорний пішак · e3 білий пішак · e2 білий ферзь · a1 чорний ферзь · e1 білий кінь | d8 чорний слон · c7 білий пішак · h7 білий слон · a6 чорний пішак · d6 білий пішак · h6 білий слон · c5 білий король · d5 біла тура · e5 білий кінь · f5 чорна тура · g5 чорна тура · h5 чорний пішак · b4 чорний кінь · e4 чорний король · g4 чорний пішак · a3 біла тура · c3 чорний пішак · e3 білий пішак · e2 білий ферзь · a1 чорний ферзь · e1 білий кінь | d8 чорний слон · c7 білий пішак · h7 білий слон · a6 чорний пішак · d6 білий пішак · h6 білий слон · c5 білий король · d5 біла тура · e5 білий кінь · f5 чорна тура · g5 чорна тура · h5 чорний пішак · b4 чорний кінь · e4 чорний король · g4 чорний пішак · a3 біла тура · c3 чорний пішак · e3 білий пішак · e2 білий ферзь · a1 чорний ферзь · e1 білий кінь | d8 чорний слон · c7 білий пішак · h7 білий слон · a6 чорний пішак · d6 білий пішак · h6 білий слон · c5 білий король · d5 біла тура · e5 білий кінь · f5 чорна тура · g5 чорна тура · h5 чорний пішак · b4 чорний кінь · e4 чорний король · g4 чорний пішак · a3 біла тура · c3 чорний пішак · e3 білий пішак · e2 білий ферзь · a1 чорний ферзь · e1 білий кінь | d8 чорний слон · c7 білий пішак · h7 білий слон · a6 чорний пішак · d6 білий пішак · h6 білий слон · c5 білий король · d5 біла тура · e5 білий кінь · f5 чорна тура · g5 чорна тура · h5 чорний пішак · b4 чорний кінь · e4 чорний король · g4 чорний пішак · a3 біла тура · c3 чорний пішак · e3 білий пішак · e2 білий ферзь · a1 чорний ферзь · e1 білий кінь | 2 |
| 1 | d8 чорний слон · c7 білий пішак · h7 білий слон · a6 чорний пішак · d6 білий пішак · h6 білий слон · c5 білий король · d5 біла тура · e5 білий кінь · f5 чорна тура · g5 чорна тура · h5 чорний пішак · b4 чорний кінь · e4 чорний король · g4 чорний пішак · a3 біла тура · c3 чорний пішак · e3 білий пішак · e2 білий ферзь · a1 чорний ферзь · e1 білий кінь | d8 чорний слон · c7 білий пішак · h7 білий слон · a6 чорний пішак · d6 білий пішак · h6 білий слон · c5 білий король · d5 біла тура · e5 білий кінь · f5 чорна тура · g5 чорна тура · h5 чорний пішак · b4 чорний кінь · e4 чорний король · g4 чорний пішак · a3 біла тура · c3 чорний пішак · e3 білий пішак · e2 білий ферзь · a1 чорний ферзь · e1 білий кінь | d8 чорний слон · c7 білий пішак · h7 білий слон · a6 чорний пішак · d6 білий пішак · h6 білий слон · c5 білий король · d5 біла тура · e5 білий кінь · f5 чорна тура · g5 чорна тура · h5 чорний пішак · b4 чорний кінь · e4 чорний король · g4 чорний пішак · a3 біла тура · c3 чорний пішак · e3 білий пішак · e2 білий ферзь · a1 чорний ферзь · e1 білий кінь | d8 чорний слон · c7 білий пішак · h7 білий слон · a6 чорний пішак · d6 білий пішак · h6 білий слон · c5 білий король · d5 біла тура · e5 білий кінь · f5 чорна тура · g5 чорна тура · h5 чорний пішак · b4 чорний кінь · e4 чорний король · g4 чорний пішак · a3 біла тура · c3 чорний пішак · e3 білий пішак · e2 білий ферзь · a1 чорний ферзь · e1 білий кінь | d8 чорний слон · c7 білий пішак · h7 білий слон · a6 чорний пішак · d6 білий пішак · h6 білий слон · c5 білий король · d5 біла тура · e5 білий кінь · f5 чорна тура · g5 чорна тура · h5 чорний пішак · b4 чорний кінь · e4 чорний король · g4 чорний пішак · a3 біла тура · c3 чорний пішак · e3 білий пішак · e2 білий ферзь · a1 чорний ферзь · e1 білий кінь | d8 чорний слон · c7 білий пішак · h7 білий слон · a6 чорний пішак · d6 білий пішак · h6 білий слон · c5 білий король · d5 біла тура · e5 білий кінь · f5 чорна тура · g5 чорна тура · h5 чорний пішак · b4 чорний кінь · e4 чорний король · g4 чорний пішак · a3 біла тура · c3 чорний пішак · e3 білий пішак · e2 білий ферзь · a1 чорний ферзь · e1 білий кінь | d8 чорний слон · c7 білий пішак · h7 білий слон · a6 чорний пішак · d6 білий пішак · h6 білий слон · c5 білий король · d5 біла тура · e5 білий кінь · f5 чорна тура · g5 чорна тура · h5 чорний пішак · b4 чорний кінь · e4 чорний король · g4 чорний пішак · a3 біла тура · c3 чорний пішак · e3 білий пішак · e2 білий ферзь · a1 чорний ферзь · e1 білий кінь | d8 чорний слон · c7 білий пішак · h7 білий слон · a6 чорний пішак · d6 білий пішак · h6 білий слон · c5 білий король · d5 біла тура · e5 білий кінь · f5 чорна тура · g5 чорна тура · h5 чорний пішак · b4 чорний кінь · e4 чорний король · g4 чорний пішак · a3 біла тура · c3 чорний пішак · e3 білий пішак · e2 білий ферзь · a1 чорний ферзь · e1 білий кінь | 1 |
|   | a | b | c | d | e | f | g | h |   |

FEN: 3b4/2P4B/p2P3B/2KRNrrp/1n2k1p1/R1p1P3/4Q3/q3N3

1. Sd7! ~ 2. Re5#
1. ... c2   2. Qg2#
1. ... Rg6 2. Qc4#
- — - — - — -
1. ... Sd4+ 2. Qxd4#
1. ... Bf6    2. Sxf6#
Після вступного ходу білих виникає загроза оголошення мату зв'язаною турою на зв'язку чорної тури. В одному тематичному захисті чорні включають на поле загрози свого ферзя, а в іншому варіанті тематична зв'язана тура розв'язується іншою турою.